# Сірано де Бержерак (фільм, 1990)
«Сірано́ де Бержера́к» (фр. Cyrano de Bergerac) — кінофільм спільного франко-угорського виробництва 1990 року. Сценарій фільму, оснований на однойменній п'єсі Едмона Ростана 1897 року, написав Жан-Поль Кар'є у співавторстві з режисером фільму Жаном-Полем Раппно. Існували попередні чорно-білі екранізації цього твору, однак цей фільм отримав декілька номінацій на «Оскара», «Золотого глобуса» і «Сезара». Серед надзвичайних досягнень фільму відзначають номінацію Жерара Депардьє на Оскара за найкращу чоловічу роль, що є великим досягненням для неангломовних акторів. У 1991 фільм отримав 11 призів Сезар, що побило попередні рекорди, зокрема Депардьє теж отримав Сезара за найкращу чоловічу роль.

## В ролях
- Жерар Депардьє …… Сірано де Бержерак
- Анн Броше …… Медлін Робен
- Венсан Перес …… Крістіан де Ньовійєтт
- Жак Вебер …… граф Ґіш
- Роланд Бертен …… Раґено
- Катрін Ферран …… Ліза Раґено
- Філіпп Мор'є-Жену …… Брет

## Сюжет
Відважний офіцер гвардії та популярний поет Сірано де Бержерак таємно закоханий у свою кузину Роксану. Незважаючи на сміливу вдачу на полі бою, в коханні він дуже боязкий і ніяк не наважується признатися у своїх почуттях до Роксани, частково тому, що має великий ніс. Боючись, що через фізичну ваду, листи від нього дівчина не читатиме, Сірано пише їй вірші від імені свого товариша, молодого кадета Крістіана. Сам Крістіан теж боязкий і невпевнений в собі, але завдяки листам та віршам написаних Сірано, отримує прихильність дівчини. Коли Крістіан раптом гине в бою, Сірано береже його таємницю. Перед своєю власною смертю він нарешті наважується відкритися їй про свої почуття. Після його смерті дівчина приходить до висновку, що насправді завжди кохала Сірано.